# Fratellanza Sportiva Sestrese 1923-1924
Questa pagina raccoglie le informazioni riguardanti la Fratellanza Sportiva Sestrese nelle competizioni ufficiali della stagione 1923-1924.

## Rosa
| N. |                   | Ruolo | Calciatore            |
| -- | ----------------- | ----- | --------------------- |
|    | Italia (bandiera) | P     | Giovanni Costa        |
|    | Italia (bandiera) | P     | Lagomarsino           |
|    | Italia (bandiera) | D     | Francesco Bozzano (C) |
|    | Italia (bandiera) | D     | Rinaldo Morchio       |
|    | Italia (bandiera) | D     | Umberto Ribatto       |
|    | Italia (bandiera) | C     | Arturo Rivaro         |
|    | Italia (bandiera) | C     | Brunetti              |
|    | Italia (bandiera) | C     | Masetti               |
|    | Italia (bandiera) | C     | Costi                 |

| N. |                   | Ruolo | Calciatore            |
| -- | ----------------- | ----- | --------------------- |
|    | Italia (bandiera) | C     | Eugenio Toselli       |
|    | Italia (bandiera) | A     | Angelo Cimarosti      |
|    | Italia (bandiera) | A     | Repetto               |
|    | Italia (bandiera) | A     | Domenico Berta        |
|    | Italia (bandiera) | A     | Luigi Brunetti        |
|    | Italia (bandiera) | A     | Attilio Traverso (II) |
|    | Italia (bandiera) | A     | Giacomo Traverso (I)  |
|    | Italia (bandiera) | A     | Carletto Traverso     |
|    | Italia (bandiera) | A     | Adolfo Traversa       |